# Politorium
Politorium fu una città del Latium vetus, la cui collocazione è ancora incerta.

## Storia
I riferimenti alla città nelle fonti antiche sono numerosi: Catone parla della sua fondazione, mentre Tito Livio e Dionigi di Alicarnasso la citano parlando della sua conquista e distruzione ad opera del re di Roma Anco Marzio, durante i suoi primi anni di regno, che ne avrebbe trasferito la popolazione sull'Aventino. 
La guerra tra romani e latini sotto le mura di Politorium si ripeté l'anno successivo a quello del primo scontro, poiché i Latini l'avevano ripopolata con nuovi coloni. Questa volta i romani, dopo averla conquistata, ne rasero al suolo le mura, e ancora una volta deportarono gli abitanti in città.
Politorium fu dunque probabilmente conquistata e distrutta nel corso della prima espansione di Roma verso il mare nel VII secolo a.C., che portò alla caduta anche di Tellenae e di Ficana e che sarebbe culminata nella fondazione di Ostia, attribuita dalla tradizione allo stesso Anco Marzio.

## Localizzazione
Allo stato attuale dei fatti, la localizzazione più coerente con le fonti e i ritrovamenti archeologici sembra essere quella che identifica l'antica città con il centro di Laurentina Acqua Acetosa. In effetti, provenendo da Roma, tale abitato è il primo che si incontra andando in direzione del mare. La tradizione scritta, sia di Livio che di Dionigi di Alicarnasso parlano di Politorium come primo centro conquistato da Anco Marzio, seguita da Ficana e Tellene. Gli scavi del sito, limitati alla vasta necropoli, alla fortificazione dell'abitato e ad alcuni edifici arcaici esterni ad esso, hanno portato alla luce delle meravigliose evidenze della società principesca latina e dei suoi contatti con il mondo greco ed etrusco. L'abitato sembra essere sorto intorno al XII sec. a.C. e presenta tracce di vita fino all'epoca imperiale, anche se, per ora, è difficile stabilirne l'entità, soprattutto dalla fase arcaica in poi, a causa della scomparsa dei corredi nelle tombe (comune a tutto il Lazio antico dal VI sec. a.C.) e della mancanza di scavi dell'abitato. 
Un'altra identificazione per Politorium è stata proposta con il centro arcaico rinvenuto negli scavi della località di Castel di Decima, nella periferia sud-est di Roma. Manca tuttavia una conferma epigrafica che confermi con certezza la localizzazione e la logica sopra esposta sembrerebbe indebolire fortemente tale tesi. 
Negli scavi di Castel di Decima sono stati riportati alla luce i resti delle fortificazioni della città ma soprattutto una necropoli principesca che ha restituito un alto numero di corredi. Tra i più importanti oggetti rinvenuti si segnalano alcune ceramiche, tra le quali spicca un prezioso bicchiere corinzio trovato in una tomba maschile, che essendo databile con sufficiente precisione (ultimi anni dell'VIII secolo a.C.) consente di avere un appiglio cronologico abbastanza certo per situare nel tempo la città; esso testimonia inoltre l'esistenza di rapporti culturali e commerciali con il mondo greco. I rapporti erano ovviamente intensi anche con il limitrofo mondo etrusco, come testimonia per esempio un askos a ciambella di tipo greco, ma probabilmente di fabbricazione etrusca. Tra i rinvenimenti più notevoli è compresa infine un'olla di impasto rosso, con protomi di grifone applicate sulla spalla: questo vaso da banchetto, rinvenuto in una tomba femminile, era destinato a contenere il vino e nella sua tipologia imita chiaramente dei modelli orientali di bronzo, testimoniando quanto la cultura materiale di questa città fosse in quel periodo evoluta e raffinata.